# Turea Poleana, Pereciîn
Turea Poleana (în ucraineană Тур`я Поляна) este localitatea de reședință a comunei Turea Poleana din raionul Pereciîn, regiunea Transcarpatia, Ucraina.

## Demografie
Componența lingvistică a localității Turea Poleana
     Ucraineană (99,38%)
     Alte limbi (0,62%)
Conform recensământului din 2001, majoritatea populației localității Turea Poleana era vorbitoare de ucraineană (99,38%), existând în minoritate și vorbitori de alte limbi.